# Ristra de ajos

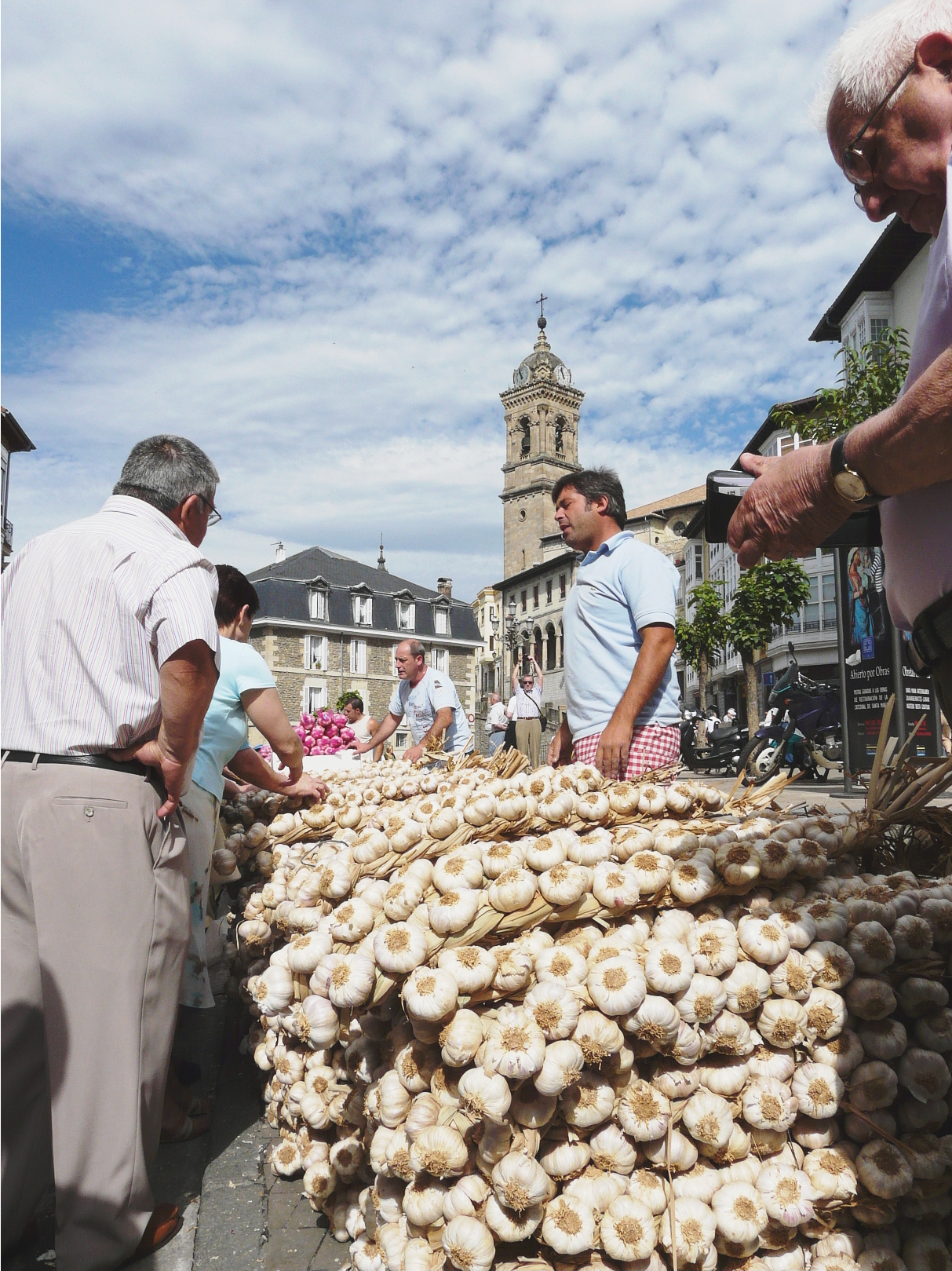
Ristras a la venta en Vitoria

La ristra de ajos u horca de ajos es una agrupación en forma de trenza de las cabezas de ajos . Se realizan mediante el trenzado de las propias hojas verdes de la planta o mediante hojas de anea(Typha). Una vez trenzadas se suelen colgar para que se conserven mediante desecado. La producción de este tipo de agrupamiento de ajos es muy habitual en zonas de España, siendo los más famosos los de Las Pedroñeras (Cuenca).

## Usos
Se suele emplear como motivo ornamental. El ajo trenzado es empleado también como amuleto para alejar la mala suerte y el mal de ojo en algunas localidades de Castilla-La Mancha. En la España septentrional, el día de Todos los Santos se coloca una ristra de ajos con un número impar de cabezas colgada en la pared, o en el dintel de una puerta para que aleje los malos espíritus. 